# Sainte-Hélène (Ar Mor-Bihan)
Sainte-Hélène (en bretó Santez-Elen) és un municipi francès, situat a la regió de Bretanya, al departament d'Ar Mor-Bihan, entre els municipis de Nostang i Plouhinec. L'any 2006 tenia 1.112 habitants.

## Demografia
| 1962                                       | 1968 | 1975 | 1982 | 1990  | 1999 |  |
| ------------------------------------------ | ---- | ---- | ---- | ----- | ---- |  |
| 628                                        | 662  | 661  | 957  | 1.007 | 906  |  |
| Des de 1962: població sense dobles comptes |      |      |      |       |      |  |

## Administració
| Període | Identitat       | Partit |
| ------- | --------------- | ------ |
| 1978-   | Emmanuel Giquel |        |